# مارتن ديوي مكنمارا
مارتن ديوي مكنمارا (بالإنجليزية: Martin Dewey McNamara)‏ هو كاهن كاثوليكي أمريكي، ولد في 12 مايو 1896 في شيكاغو في الولايات المتحدة، وتوفي في 23 مايو 1966.